# 大阪市立東中川小学校
大阪市立東中川小学校（おおさかしりつ ひがしなかがわしょうがっこう）は、大阪府大阪市生野区にある公立小学校。
1939年に大阪市小路尋常小学校（現在の大阪市立小路小学校）より分離開校した。

## 沿革
- 1939年4月1日 - 大阪市東中川尋常小学校として開校。
- 1941年4月1日 - 国民学校令により、大阪市東中川国民学校に改称。
- 1944年 - 奈良県生駒郡平群村（現在の平群町）へ集団疎開。
- 1947年 - 学制改革により、大阪市立東中川小学校に改称。
- 1959年10月5日 - 校歌制定。
- 1963年4月 - プール竣工。
- 1985年7月 - 講堂兼体育館竣工。

## 通学区域
- 大阪市生野区 新今里1丁目-7丁目、中川東1丁目-2丁目。
卒業生は大阪市立東生野中学校に進学する。

## 交通
- 近鉄大阪線・奈良線今里駅 南西へ約600m。
- Osaka Metro千日前線 小路駅 南西へ約600m。